# Syndesmis dendrastroroum
Syndesmis dendrastroroum är en plattmaskart. Syndesmis dendrastroroum ingår i släktet Syndesmis och familjen Umagillidae. Inga underarter finns listade i Catalogue of Life.